# Pristin
Pristin (hangul: 프리스틴, stylizowane na PRISTIN) – południowokoreański girlsband, który zadebiutował w 2016 roku pod wytwórnią Pledis Entertainment. Grupa składała się z dziesięciu członkiń: Nayoung, Roa, Yuha, Eunwoo, Rena, Kyulkyung, Yehana, Sungyeon, Xiyeon i Kyla. Większość z nich pojawiła się w programie telewizyjnym Produce 101, w którym Nayoung i Kyulkyung, jako jedne z 11 finalistek, zadebiutowały w grupie I.O.I. Pristin zadebiutowały 21 marca 2017, wydając minialbum Hi! Pristin. Podobnie jak należący do tej samej agencji Seventeen, Pristin są znane z własnego wkładu w komponowanie i produkcję swoich utworów.
24 maja 2019 roku agencja prasowa Yonhap News Agency poinformowała o rozpadzie zespołu.

## Historia

### 2016: przed debiutem
Członkinie Nayoung, Roa, Yuha, Eunwoo, Rena, Kyulkyung oraz Xiyeon były uczestniczkami survivalowego programu emitowanego na kanale Mnet – Produce 101, emitowanego od 22 stycznia do 1 kwietnia 2016. Podczas gdy pięć z nich zostało wyeliminowanych, Nayoung i Kyulkyung znalazły się w zwycięskiej jedenastce, która utworzyła grupę I.O.I i zadebiutowała 4 maja z singlem „Dream Girls”.

#### Pledis Girlz
Grupa została oficjalnie zapowiedziana jako Pledis Girlz przez Pledis Entertainment 23 marca 2016. Tego samego dnia Eunwoo została zaprezentowana w utworze „Sickness” Vernona z Seventeen, który był częścią ścieżki dźwiękowej do webtoonu Love Revolution. Seria koncertów Pledis Girlz trwała od 14 maja do 10 września 2016; podczas koncertów członkinie występowały co tydzień, z wyjątkiem Nayoung i Kyulkyung, które w tamtym czasie promowały z I.O.I.
27 czerwca Pledis Girlz wydały promocyjny singel „WE”, napisany przez Roa, Eunwoo, Sungyeon i Xiyeon. Teledysk do utworu został wykorzystany do przedstawienia profili członkiń.
Ostatni koncert grupy jako Pledis Girlz, zatytułowany Bye & Hi, odbył się 6 stycznia 2017. Podczas występu ogłosiły oficjalną nazwę grupy Pristin, zbitkę słów prismatic (pryzmatyczny, czyli jasny i wyraźny) i elastin (doskonała siła).

### 2017: Debiut zHi! Pristin,Schxxl Out
2 marca 2017 Pledis Entertainment ogłosiło debiut swojej żeńskiej grupy za pomocą zdjęcia promocyjnego. Pristin zadebiutowały 21 marca 2017, wydając minialbum Hi! Pristin, wraz z głównym singlem „Wee Woo”. Zostały pierwszym debiutującym girlsbandem, który wykonał swoją debiutancką piosenkę podczas transmisji na żywo podczas Mnet Present. Wystąpiły również na festiwalu KCON, który odbył się w Japonii 19 maja. Tego samego dnia została wydana zremiksowana wersja piosenki „Black Widow”, która została wykonana w kilku programach muzycznych pod koniec promocji płyty Hi! Pristin.
Zaraz po zakończeniu promocji swojego debiutanckiego albumu Pristin ujawniły, w wywiadzie z chińskim Idols of Asia, plany comebacku w lecie 2017. 3 czerwca wystąpiły podczas 2017 Dream Concert na Seul World Cup Stadium. 6 sierpnia Pristin przeprowadziły transmisję na żywo za pośrednictwem V-Live Naver, gdzie ujawniły oficjalną nazwę fanklubu – „HIgh”, która została zasugerowana przez samych fanów. Tego samego dnia zostały ujawnione dwa zdjęcia promocyjne, zapowiadające comeback grupy. Ich drugi minialbum Schxxl Out został wydany 23 sierpnia, wraz z singlem „We Like”.
12 października ogłoszono, że Kyla zrobi sobie przerwę w działalności grupy ze względu na problemy zdrowotne. Wróciła tymczasowo do Stanów Zjednoczonych, aby skupić się na powrocie do zdrowia.

### 2018–2019: Powstanie Pristin V i zakończenie działalności zespołu
8 maja 2018 zapowiedziano debiut podgrupy Pristin V, w której skład weszły Nayoung, Roa, Eunwoo, Rena oraz Kyulkyung. Pristin V zadebiutowały 28 maja 2018 z CD singlem Like a V.
24 maja 2019 roku agencja prasowa Yonhap News Agency poinformowała, że po dyskusjach nad dalszymi losami zespołu pomiędzy członkiniami a Pledis Entertainment podjęto decyzję o rozwiązaniu grupy. Wytwórnia potwierdziła, że członkinie Nayoung, Roa, Yuha, Eunwoo, Rena, Xiyeon oraz Kyla zdecydowały się na rozwiązanie ich kontraktów. Pod jej skrzydłami pozostały Kyulkyung, Yehana i Sungyeon.

## Członkinie
- Nayoung (kor. 나영) – liderka
- Roa (kor. 로아)
- Yuha (kor. 유하)
- Eunwoo (kor. 은우)
- Rena (kor. 레나)
- Kyulkyung (kor. 결경)
- Yehana (kor. 예하나)
- Sungyeon (kor. 성연)
- Xiyeon (kor. 시연)
- Kyla (kor. 카일라)

## Dyskografia
Minialbumy
| Rok  | Dane dot. albumu | Najwyższa pozycja | Sprzedaż       |
| Rok  | Dane dot. albumu | KOR Gaon          | Sprzedaż       |
| ---- | --- | ----------------- | -------------- |
| 2017 | Hi! Pristin - Wydany: 21 marca 2017 - Wytwórnia: Pledis Entertainment, LOEN Entertainment - Format: CD, digital download   | 4                 | - KOR: 43 300+ |
| 2017 | Schxxl Out - Wydany: 23 sierpnia 2017 - Wytwórnia: Pledis Entertainment, LOEN Entertainment - Format: CD, digital download | 4                 | - KOR: 27 276+ |

Single album
| Rok  | Dane dot. albumu                                                                                          | Najwyższa pozycja | Sprzedaż       |
| Rok  | Dane dot. albumu                                                                                          | KOR Gaon          | Sprzedaż       |
| ---- | --- | ----------------- | -------------- |
| 2018 | Like a V - Wydany: 28 maja 2018 - Wytwórnia: Pledis Entertainment, Kakao M - Format: CD, digital download | 5                 | - KOR: 11 510+ |

Single
| 2017                                           | „Wee Woo”                 | 49 | - KOR: 157 728+ | Hi! Pristin |
| 2017                                           | „Black Widow”             | —  |                 | Hi! Pristin |
| 2017                                           | „We Like”                 | 94 | - KOR: 21 804+  | Schxxl Out  |
| 2018                                           | „Get It” (jako Pristin V) |    |                 | Like a V    |
| "–" oznacza, że wydawnictwo nie było notowane. |                           |    |                 |             |

Single promocyjne
| Rok  | Tytuł | Najwyższa pozycja | Sprzedaż       | Album       | Uwagi |
| Rok  | Tytuł | KOR Gaon          | Sprzedaż       | Album       | Uwagi |
| ---- | ----- | ----------------- | -------------- | ----------- | --- |
| 2016 | „We”  | 113               | - KOR: 19 922+ | Hi! Pristin | Singiel wydany pod nazwą Pledis Girlz, jeszcze przed oficjalnym debiutem grupy, bez Kyulkyung i Nayoung. |